# Welcome to the Jungle (film)
Welcome to the Jungle (originaltitel: The Rundown) er en amerikansk action-komedie film fra 2003 med The Rock og Seann William Scott hovedrollerne. Filmen handler om en dusørjæger, der skal til Brasilien for at hente sin arbejdsgivers renegat søn fra en lille afsides landsby dybt inde i Amazonas, men han får det virkelig varmt om ørerne, da han møder byens boss (Christopher Walken). Den blev instrueret af Peter Berg. 
Arnold Schwarzenegger medvirker i en meget kort scene, hvor The Rock's karakter træder ind i en bar i filmens begyndelse. Arnold gik med til dette, da han kun skulle være på settet 1 dag.

## Medvirkende
- The Rock − Beck
- Seann William Scott − Travis Alfred Walker
- Rosario Dawson − Mariana
- Christopher Walken − Cornelius Bernard Hatcher
- Ewen Bremner − Declan
- Jon Gries − Harvey
- William Lucking − Billy Walker
- Ernie Reyes Jr. − Manito
- Stuart F. Wilson − Swenson
- Dennis Keiffer − Naylor
- Garrett Warren − Henshaw
- Stephen Bishop − Knappmiller
- Todd Stashwick − manager

## Eksterne Henvisninger
- Welcome to the Jungle på Internet Movie Database (engelsk)
- Welcome to the Jungle på Filmdatabasen
- Welcome to the Jungle på Scope
- Welcome to the Jungle i Svensk Filmdatabas (svensk)
- Welcome to the Jungle på AlloCiné (fransk)
- Welcome to the Jungle på MovieMeter (nederlandsk)
- Welcome to the Jungle på AllMovie (engelsk)
- Welcome to the Jungle hos American Film Institute (engelsk)
- Welcome to the Jungle på Turner Classic Movies (engelsk)
- Welcome to the Jungle på The Movie Database (engelsk)